# چو بیونگ-کوان
چو بیونگ-کوان (به کره‌ای: 조병간) (زادهٔ ۵ مه ۱۹۸۱) کشتی‌گیر پیشین اهل کره جنوبی در دستهٔ وزنی ۷۴ کیلوگرم کشتی آزاد است. او برندهٔ یک مدال طلا (۲۰۰۲) و یک نقره (۲۰۰۶) از بازی‌های آسیایی است و همچنین یک مدال طلای مسابقات قهرمانی کشتی آسیا (۲۰۰۸) را کسب کرده‌است.
او در مسابقات المپیک ۲۰۰۸ پکن شرکت کرد و در مرحلهٔ یک شانزدهم به بوویسار سایتیف از روسیه باخت، اما به دور برگشت راه یافت. در آنجا او احمد گولهان ترکیه‌ای را شکست داد اما سپس به ایوان فاندورا از کوبا باخت و به مقام دهم رسید.